# 鸠山安子
鸠山安子（日语：はとやま やすこ，旧姓石桥名石桥安子，1922年09月11日—2013年02月11日），日本女性政治人物，世界最大的轮胎及橡胶产品生产商普利司通公司的创始人石桥正二郎的长女。

## 生平
1922年出生于日本东京，1942年嫁给后成为日本外务大臣的鸠山威一郎，从此进入日本著名政治名门鸠山家族并成为其中的重要一员，她的两个儿子分别是曾任日本第93任内阁总理大臣鸠山由纪夫和曾任日本总务大臣等多个政府要职的鸠山邦夫。